# 老挝人民军
老挝人民军在1949年1月20日由印度支那共产党老挝支部成员凯山·丰威汉在桑怒省香科县建立。最初为一支游击队，名为“拉萨翁”。1950年更名为“老挝伊沙拉部队”，1956年更名为“老挝战斗部队”（巴特寮），1965年10月更名为“老挝人民解放军”，1982年7月14日更名为“老挝人民军”，现接受老挝人民革命党的领导。该国军队实行义务兵役制，服役期最少为18个月。

## 军队历史
第二次世界大战胜利后，日本帝国主义撤出印度支那，法国殖民者卷土重来。在印度支那共产党老挝支部成员凯山·丰威汉在桑怒省香科县领导下，于1949年1月20日成立了反抗殖民统治、争取民族独立的拉萨翁游击队。随着法国殖民军队在奠边府战役的彻底失败，1954年7月关于印度支那的日内瓦协议签订，法国军队和越南援老志愿人员于同年11月份撤离老挝；同时，老挝战斗部队也向指定的桑怒、丰沙里两省集结完毕，也就是说，老挝的左派解放区仅限于这两省，其它省由老挝王国政府控制；而在越南以北纬17度线为界划分了北部的越南民主共和国与南部的越南国。1954年11月份，在美国帮助下老挝发生了一次内阁更替，亲美的卡代推翻了中立的富马为首相的内阁政府，并在外交上参加东南亚条约组织的会议，接受以美国为首以遏制共产主义在东南亚扩散为宗旨的“集体安全体系”，接受大量美援以扩充军事实力；在国内政治方面，调动王国政府军队不断向桑怒、丰沙里两省进行武装攻击；并宣布按照日内瓦协定将在1955年12月举行的国民议会议员的全国普选拒绝寮国战斗部队和其他前抗法人员参加。1955年12月25日全国普选举行。在这种形势下，1956年1月，以“老挝战斗部队”领导人之一的苏发努冯亲王为主席的“老挝爱国战线”成立。
1956年3月间，中立派的富马亲王重新组阁。1956年8月5日，富马与苏发努冯举行会谈后发表公报声称，双方已达成关于和平统一国家的协议，规定：组成有寮国战斗部队人员参加的联合政府；使寮国战斗部队和前抗战人员能够按他们的能力参加各级政权和各专业部门；举行补充选举，扩大国民议会的议席。接着，富马亲王应周恩来邀请访问了中国，在1956年8月25日周恩来和富马亲王发表的联合公报中，老挝王国政府表示，坚决执行和平中立政策，不缔结任何军事同盟，也不允许在它的领土上建立任何外国军事基地。同年12月28日，富马和苏发努冯又一次发表联合公报，规定：联合政府成立后，将建设一个和平、民主、统一、独立和繁荣的老挝；“寮国爱国战线”将成为一个与其他政党一样可以进行合法活动的政治组织；桑怒、丰沙里两个省的政府和军队将归联合政府管理。从1954年11月落实日内瓦协定至此时，老挝国内政局的第一次起伏。1957年11月19日，有寮国爱国战线两名成员参加的以富马为首相的老挝联合政府终于组成，日内瓦协议的精神第一次得到落实。
1958年5月间国民议会的补充选举中，寮国爱国战线获得大胜，这引起了老挝右派势力的恐慌与反感。1958年7月老挝右派势力组成了“保卫国家利益委员会”，在国民议会推翻富马联合政府，组成的培·萨纳尼空右派政府，把寮国爱国战线成员逐出政府。1959年2月，右派王国政府宣布，老挝不再受日内瓦协议的约束。1959年5月11日，王国政府军队包围了原寮国战斗部队第一、第二营计1500人，命令解除武装；5月23日发动了军事进攻；6月5日，第二营约700人突围成功回到解放区，后来成为老挝人民军建军的骨干力量。右派政府还逮捕和监禁了苏发努冯等寮国爱国战线在万象的公开领导人。1959年下半年，老挝内战全面爆发。1959年底，极端亲美的富米·诺萨万集团掌握了政权。
1960年8月9日，老挝王国政府军队伞兵第二营在贡勒上尉领导下发动了军事政变，右派政府倒台，重新组成了由国王授权、国民议会批准的富马内阁。富马内阁得到爱国战线等左派和中间派政党的联合支持，而亲美右翼势力在美泰等国支持下成立以沙弯拿吉省为根据地的以富米和文翁为首的武装集团，与万象的富马政府军事对峙。1960年10月31日，左派和中间派联合成立了“争取和平中立、民族和睦和统一国家委员会”，1960年11月17日和18日，发表了富马政府方面和爱国战线党方面谈判的联合公报，双方重申：组织联合政府；奉行和平中立路线。这是老挝政治形势第二次起伏。
1960年的12月到1961年的3、4月间，右翼沙弯拿吉集团向富马政府军队和寮国战斗部队发动大规模的进攻失败后，美国和老挝右翼沙弯拿吉集团接受了召开关于老挝问题的第二次日内瓦会议。有14国参加的扩大的日内瓦会议于1961年5月16日开幕。14个国家为：中、苏、北越、南越、柬、老、英、法（以上为1954年日内瓦会议的参加国）、印、波、加拿大（以上为老挝国际监察和监督委员会成员国）、泰、缅（以上与老挝接壤），以及美国。老挝三方（左派的寮国爱国战线、中立的富马内阁、右翼沙弯拿吉集团）由于未能组成统一的代表团，而分别派代表出席。会前，富马政府于5月8日发表的政治纲领，主张实现国内的停火，建立一个临时联合政府，不参加任何军事联盟，不准任何国家在它的国土上建立任何军事基地，不接受东南亚条约组织的“保护”。5月13日，爱国战线党主席苏发努冯发表声明，支持上述政治纲领。

## 领导机构
最高军事领导机构是中央国防和治安委员会，主席由老挝人民革命党中央委员会总书记兼任。
- 老挝人民军总司令：本扬·沃拉吉

## 军事力量
总兵力5.2万人
- 陆军：5万；编成4个军区、5个步兵师、7个独立步兵团、3个工兵团、5个炮兵营、9个高射炮营、65个独立步兵连、1架轻型联络飞机。
- 空军：3500人；编成1个攻击机团、1个运输机中队、1个直升机中队。

## 坦克和装甲车辆
| 照片 | 名称     | 种类           | 制造国 | 装备数量 | 备注 |
| ---- | -------- | -------------- | ------ | -------- | ---- |
|      | PT-76    | 轻型坦克       | 苏联   | 80       |      |
|      | T-54/55  | 主战坦克       | 苏联   | 120      |      |
|      | BTR-60P  | 装甲运兵车     | 苏联   | 70       |      |
|      | BTR-152  | 装甲运兵车     | 苏联   | 45       |      |
|      | ZSU-23-4 | 轻型防空装甲车 | 苏联   | 30       |      |

## 榴弹炮
| 照片 | 名称                     | 种类                  | 制造国 | 装备数量 | 备注 |
| ---- | ------------------------ | --------------------- | ------ | -------- | ---- |
|      | M-30 122 mm 榴弹炮       | 野战炮                | 苏联   | 40       |      |
|      | M-46 130 mm 牵引式榴弹炮 | 野战炮                | 苏联   | 16       |      |
|      | D-30 122 mm 榴弹炮       | 榴弹炮                | 苏联   | 48       |      |
|      | M114 155 mm 榴弹炮       | 榴弹炮                | 美国   | 10       |      |
|      | M101榴弹炮               | 105mm (牵引式): M-101 | 美国   | 25       |      |
|      | M116榴彈炮               | 75mm (牵引式): M-116  | 美国   | 10       |      |

## 輕兵器

### 步槍
- 56式自動步槍
- AK／AKS
- 97式自动步枪
- STV-380
- Pindad SS1
- 9A-91
- SKS
- 56式半自動步槍

### 狙擊步槍
- SVD

### 衝鋒槍
- CS/LS2

### 機槍
- RPD
- 56式班用機槍
- 67式通用机枪
- PK／PKM
- DShK
- 54式重機槍
- KPV
- 56式重机枪

### 手槍
- TT-33
- 54式手槍
- PM

### 反裝甲武器
- RPG-2
- 56式火箭筒
- 69式火箭筒

### 便攜式防空導彈
- 红缨-5

## 老挝人民军空军
1960年，寮国战斗部队占领了石缸平原，控制了石缸平原机场（现称丰沙湾机场），开通了到河内的航线。1970年4月4日，老挝人民解放军组建了第一支飞行部队，该日被定为空军节。1975年8月随着全国革命胜利，老挝人民解放军缴获和接管老挝王国空军100余架美式飞机，成立空军指挥委员会，空军正式建军。1976年1月老挝人民解放军空军整编，将琅勃拉邦机场、丰沙湾机场、沙湾拿吉机场、巴色机场和万象机场空军基地指挥部分别改编为第1、第2.第3、第4、第5军区航空局，下设基地航空队和场站；飞行部队改编为飞行大队直接由空军指挥。80年代到90年代，进行3次精简整编，撤销军区航空局及飞行大队编制，组建2个飞行团，基地飞行队由8个缩减为2个，在总参谋部设立空军防空局和防空中心，负责空军事务。1993年，撤销空军防空局，2个飞行团改编为独立飞行团，隶属于国防部办公厅，归总参谋部作战局直接指挥。 1995年在总参谋部设立空军局和防空局。目前，战斗机部队以Yak-130为主；运输机和直升机部队的新舟600、米-8以Lao Skyway公司的名义从事民航运营。
| 機型          | 原產國 | 類型       | 版本          | 數量   | 備註                       |
| 教練機        | 教練機 | 教練機     | 教練機        | 教練機 | 教練機                     |
| ------------- | ------ | ---------- | ------------- | ------ | -------------------------- |
| Yak-130       | 俄羅斯 | 高級教練機 |               | 3＋(6) | 1架於2024年墜毀            |
| 教練-8        | 中国   | 高級教練機 |               | 4      |                            |
| 運輸機        |        |            |               |        |                            |
| 新舟600       | 中国   | 運輸機     |               | 3      | RDPL-34022由Lao Skyway營運 |
| 安托諾夫An-26 | 苏联   | 運輸機     |               | 1      |                            |
| 直升機        |        |            |               |        |                            |
| Mil Mi-17     | 苏联   | 運輸直升機 | Mi-17V5 Hip H | 17     |                            |
| 直-9          | 中国   | 通用直升機 |               | 4      |                            |
| 卡-27直升機   | 苏联   | 通用直升機 | Ka-32         | 2      |                            |

## 军衔
老挝人民军目前的军衔制度：
将军（一星到四星）
上将 
中将 ພົນເອກ
少将 ພົນໂທ
准将 ພົນຕຣີ
校官（一粗杠，一星到三星）
上校 ພັນເອກ
中校 ພັນໂທ
少校 ພັນຕຣີ
尉官（一细杠，一星到三星）
上尉 ຮ້ອຍເອກ
中尉 ຮ້ອຍໂທ
少尉 ຮ້ອຍຕຣີ
战士
一级军士 ຈ່າເອກ ຫລື ຈ່າສິບເອກ
二级军士 ຈ່າໂທ ຫລື ຈ່າສິບໂທ
三级军士 ຈ່າຕຣີ ຫລື ຈ່າສິບຕຣີ
中士 ສິບເອກ
下士 ສິບໂທ
一等兵 ສິບຕຣີ
列兵 ພົນທະຫານ
老挝人民军建军以来，只有经历过抗法抗美漫长革命战争的四位领导人多昂斋·比芝、朱马里·赛雅颂、西沙瓦·乔奔潘、坎代·西潘敦获得上将军衔。目前，只有资深的国防部长能获得中将军衔。总参谋长、总政治局主任一般是准将军衔，资深后可晋升少将。